# シルエット錯視

The Spinning Dancer.
地面に接している方の脚を左足と見れば、女性は時計回りに回転しているように見え、右足と見れば反時計回りに回転しているように見える。

シルエット錯視（シルエットさくし、英: silhouette illusion）またはスピニング・ダンサー（英: The Spinning Dancer）は、ピルエットする女性ダンサーのような双安定性錯視である。この錯視はウェブデザイナーの茅原伸幸によって最初に作られた。この図形の女性は時計回りに回転しているようにも見えるが、反時計回りに回転しているようにも見える。
この現象は、この錯視に奥行きの視覚手がかりが存在しないことにより生じる。例えば、彼女の腕は彼女の前を通って回転するようにも、後ろを通って回転しているようにも見え、どちらと見るかによって、回転が時計回りに見えるか反時計回りに見えるかが決まる。さらに、このシルエットには表面の情報も無いため、ある時点で彼女がこちら側を向いていると見るか、あちら側を向いていると見るかによって、彼女がどちらの脚を地面についているのかが変化する。
同様の視覚的曖昧性を利用した錯視は複数存在する。その例としてネッカーの立方体がある。

## 双安定性知覚
見る人の知覚によって、見かけ上の回転の方向が度々変化する。また、人によっては回転の方向がまったく変化しない人もいるだろう。知覚される回転の方向を変化させる方法の一つとして、一旦目線を他方に移し、回転の向きを逆方向にイメージした後にゆっくりと目線を戻す方法がある。人によっては、回転する脚や女性の下にある影などの図形のある特定の領域に視線を集中させた後、ゆっくりと目線を上に上げるだけで、容易に知覚される回転の向きを変化させることの出来る人もいるだろう。新たに視覚手がかりを付け足すことにより、反時計回りと時計回りに知覚される回転を変化させたバージョンも存在する。